# Dürrenstein (Dolomity)
Dürrenstein, též italsky Picco di Vallandro, je hora ležící v provincii Bolzano v jižním Tyrolsku na severu Itálie, v pohoří Dolomity, část Pragser Dolomiten (italsky Dolomiti di Braies). Hora má dvě zcela odlišné podoby. Od severu se prezentuje mohutnou 700 metrů vysokou stěnou a k jihu spadá mírnými travnatými svahy.

## Poloha
Dürrenstein je podobně jako sousední Seekofel (italsky Croda del Becco; 2810 m) nebo Birkenkofel (italsky Croda del Baranci; 2922 m) nejsevernější výspou Dolomit, ležící jižně od 65 km dlouhého údolí Pustertal (Val Pusteria). Tři vrcholy tvoří společnou Křišťálovou skupinu (Cristallo-Gruppe). Horu obepínají ze dvou stran hluboké doliny. Na východě je to dlouhé údolí Höhlensteintal (italsky Val di Landro), spojující Dobbiaco a Cortinu d'Ampezzo, na západě je to menší dolina Alt Pragsertal (Val di Braies), kam vede železnice.

## Přístup
Výstup na Dürrenstein je možný ze dvou stran. Obě turistické cesty jsou nenáročné, byť jsou vedené ve velehorském prostředí. Vzhledem k vysoko položenému hotelu Hohe Gaisl, ke kterému vede sjízdná cesta, je vrchol často navštěvován. V zimě jeho mírné jižní svahy využívají také skialpinisté.
- Jih

Cesta od jihu začíná u hotelu Hohe Gaisl (1991 m), který je dostupný po silnici z doliny Alt Pragsertal. Cesta č. 40 překonává jen velmi pozvolně jižní travnaté a suťové svahy Dürrensteinu a je velmi pečlivě udržována. Takto po široké cestě, nepříliš strmě dosahujeme jižního hřebene a krátce podél zajištění na vrchol. Z vrcholu kruhový rozhled na celé Braieské dolomity a především na blízké, vysoké masivy Monte Cristallo, Croda Rossa a Tre Cime di Lavaredo.

Délka: Hotel Hohe Gaisl – Dürrenstein (2,25 hod.)
- Sever

Od severu se hora tváří nedostupně a také pro turisty nedostupná je. Přesto z této strany vede cesta Alta Via 3 (tzv. Dolomitenhohenweg 3), která je podstatně krajinově lákavější než jižní, byť krátká varianta. Zde se musí počítat s celodenním pochodem. Výstup do sedla Sarlriedel v severní rozsoše Dürrensteinu je možno dosáhnout buď z doliny Alt Pragsertal (nejvýhodnější) nebo od východu (delší). Ze sedla pokračuje značená stezka traversem vrcholu Sarlköfele (2314 m) a serpentinami vystupuje do sedla Flodige Sattel ležícího přímo pod působivou severní stěnou hory. Následuje travers celého masivu, s častou ztrátou výšky až 150 metrů a po zhruba 3 hod., končí u hotelu Hohe Gaisl. Náročnost cesty je malá, tudíž je vhodná pro všechny horské turisty, kteří jsou k tomu náležitě vybaveni.

Délka: Alt Pragsertal – Sarlriedel – Hotel Hohe Gaisl – Dürrenstein (7 hod.)

## Vodopis

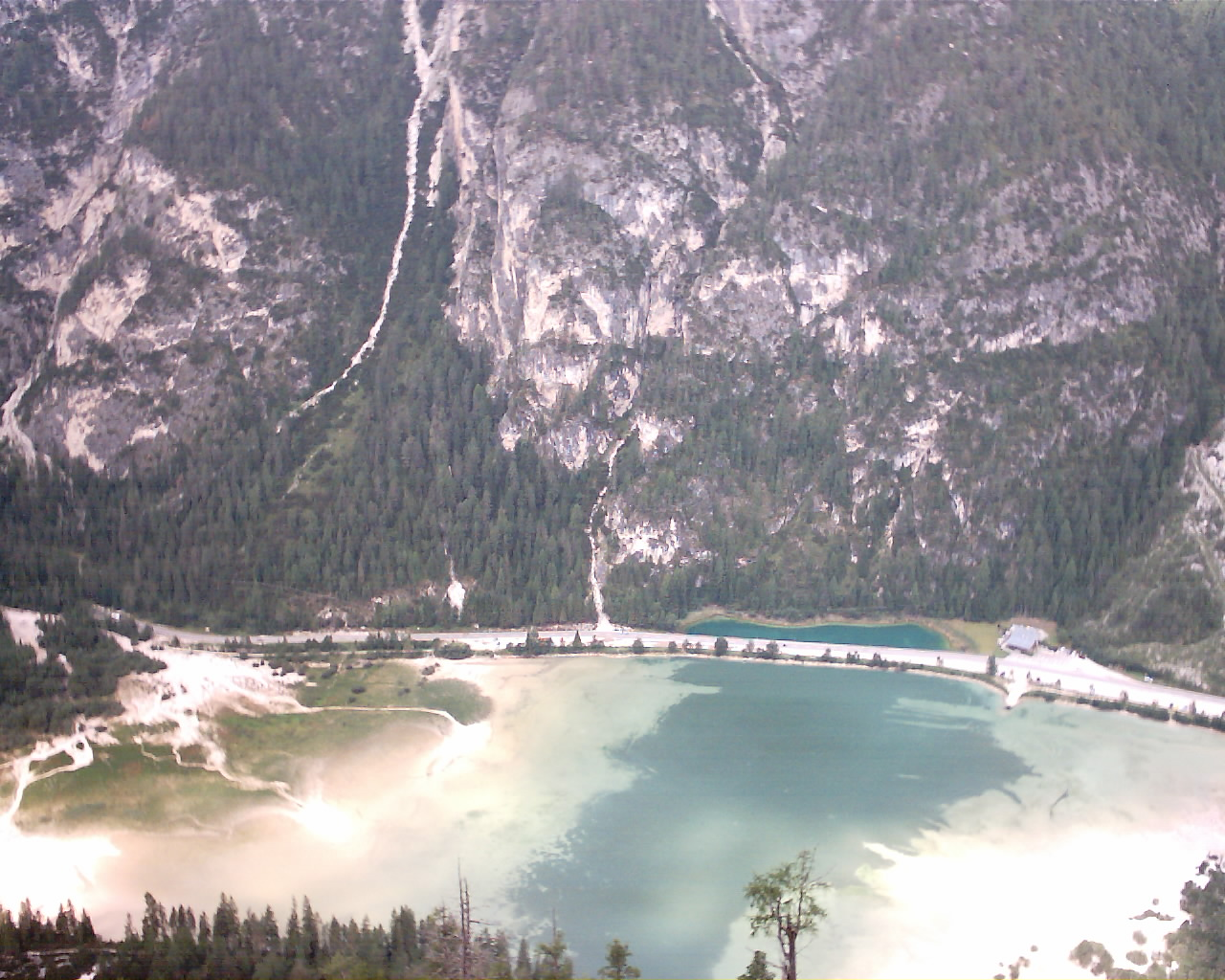
Dürrensee (Lago di Landro)

V masivu Dürrenstein pramení několik menších potoků (Sarlbach, Seelandbach, Stollabach, Flodigebach). Dolinou Hölensteintal protéká řeka Rienz a teče tak přímo pod východními srázy hory. Na jihu masivu v téže dolině se nachází jezero Dürrensee (ital. Lago di Landro, 1400 m). Na začátku údolí zase leží jezero Toblachersee (ital.Lago di Dobbiaco, 1258 m, 0,143 km²).

## Chaty
V masivu leží dvě horské chaty a jedna restaurace. Téměř veškerá infrastruktura je situována kvůli snadné dostupnosti na jih. Na severu proto žádná chata není.
- Alpengasthof Brückele (1491 m) na západě
- Hotel Hohe Gaisl (1991 m) na jižní straně
- Dürrenstein Hütte (2040 m) také na jihu